# Rubens Figueiredo
Rubens Batista Figueiredo (Rio de Janeiro, 12 de fevereiro de 1956) é um romancista e tradutor brasileiro, duas vezes ganhador do Prêmio Jabuti de Literatura.
Figueiredo graduou-se em português-russo pela Faculdade de Letras da UFRJ. Já trabalhou em editoras da capital fluminense e foi professor de tradução literária na PUC-Rio. Possui sete livros em sua obra, além de mais quarenta traduções publicadas, principalmente da língua russa para o português. Também é professor de português para o ensino médio.

## Carreira

### Trabalho como escritor
Sua estreia como escritor deu-se em 1986, com a publicação do romance O mistério da samambaia bailarina. No ano seguinte, lançou seu segundo romance, intitulado Essa maldita farinha. Dividindo seu tempo com suas outras atividades, tradução e docência, seu próximo título veio a público apenas em 1990, A festa do milênio. Quatro anos depois, foi a vez de O livro dos lobos ser lançado.
Passa a ser publicado pela Companhia das Letras em 1998, com o livro As palavras secretas. Em 1999, o livro ganhou o Prêmio Jabuti de Literatura de melhor livro de contos, bem como o Prêmio Artur Azevedo, também na categoria contos, dado pela Fundação Biblioteca Nacional. Ganha novamente o Prêmio Jabuti em 2002, desta vez na categoria romance, com o seu quinto livro, Barco a seco. Seu livro mais recente é Contos de Pedro, publicado em 2006. Em 2009, relançou O livro dos lobos, quase inteiramente reescrito na nova edição pela Companhia das Letras.

### Trabalho como tradutor
Romancista e tradutor são profissões que se completam, pois, ao traduzir, o autor também escreve, viajando pelo universo ficcional da obra em foco, compreendendo melhor sua magnitude. Assim sendo, Rubens Figueiredo, além de traduzir, pesquisa a fundo os autores, conseguindo imprimir uma exatidão maior a seus trabalhos.[carece de fontes?] A preservação das características linguísticas dos originais é uma de suas marcas como tradutor, fazendo com que seus trabalhos sejam muito apreciados no universo literário brasileiro.[carece de fontes?]
Quando possível, Rubens Figueiredo costuma entrar em contato com os autores como forma de aperfeiçoá-lo. Foi o que aconteceu com os trabalhos da escritora e ativista norte-americana Susan Sontag. Até o final de 2006, somavam-se quarenta títulos traduzidos, muitos de autores do século XIX.
Entre suas traduções, constam quatro importantes obras da literatura russa: Anna Karenina, Guerra e Paz, Pais e Filhos e Oblómov, todas pela editora Cosac & Naify.

## Obras
- O mistério da samambaia bailarina, 1986
- Essa maldita farinha, 1987
- A festa do milênio, 1990
- O livro dos lobos, 1994
- As palavras secretas, 1998 (Prêmios Jabuti e Arthur Azevedo)
- Barco a seco, 2002 (Prêmio Jabuti)
- Contos de Pedro, 2006
- Passageiro do fim do dia, 2010